# 陈景润
陈景润（1933年5月22日—1996年3月19日），男，福建省閩侯縣（今福州市倉山區）城門鎮臚雷村人，家族為臚峰陳氏。中国数学家，华罗庚数学奖得主，主要成就有陈氏定理，是陈景润花了半生时光，致力于研究哥德巴赫猜想的结果。

## 生平
陈景润是福建省福州市仓山区城门镇胪雷村人。高中就读于福州英华高中，大学毕业于厦门大学数学系。1953年到1954年被分配在北京市第四中学任教，因口齿不清，被拒绝上讲台授课，只可批改作业，后被“停职回乡养病”。1954年2月，厦门大学校长王亚南了解到陈景润的情况，安排他调回厦门大学任资料员，同时研究数论。1955年2月，担任助教。1957年9月，华罗庚安排把陈景润调入中国科学院数学研究所，任实习研究员，进行数论研究。1962年，任助理研究员。1966年，证明了“1+2”（陈氏定理），论文由王元审核后在《科学通报》上发表。
无产阶级文化大革命期间，被视为「资产阶级黑线人物」和「白专道路的典型」，成为专政对象，被关了起来，但陈景润继续在简陋的条件下钻研数学。
1973年2月，陈景润完成“1+2”的详细证明且改进了1966年的数值结果，并向数学所业务处处长罗声雄汇报。罗声雄向中国科学院某王姓军代表汇报此事，两人到中关村88号楼的斗室中动员他公开发表。王姓军代表回去后将陈景润的科研情况报告给了中国科学院党组。几天后，主持中科院党组工作的武衡来到数学所，对数学所党委书记赵蔚山说：“听说你们这里有个青年做出了一个很了不起的研究，却不敢将论文拿出来发表，这很严重，为什么不敢拿出来？这么重要的研究成果应该直接向周总理汇报。”不久，武衡在全院党员干部大会上说：“数学所有一位青年研究人员，做出了一项很重要的研究成果，将哥德巴赫猜想的研究大大向前推进了一步”。
1973年4月，中国科学院主办的《中国科学》杂志，公开发表了陈景润的论文《大偶数表为一个素数及一个不超过两个素数的乘积之和》。接着，中国科学院《科学工作简报》第七期发表了题为《数学基础理论研究的一项成就》一文，概括地介绍了陈景润的这项研究成果。中央某领导看了这份简报，要求中国科学院将陈景润的论文写一份详细摘要。1973年4月20日，中国科学院将陈景润的“1+2”论文放大印制在八开纸上，报送中央。
新华社女记者顾迈南与摄影记者钟巨治一起到中国科学院，就陈景润的情况采访了数学所领导后，赶写出两篇新华社内参， 分别是《青年数学家陈景润取得一项具有世界领先水平的科研成果》，《关于陈景润的一些情况》。在这篇《情况》里，反映了陈景润的处境和身体情况，说他的腹膜结核病情危险，急需抢救。文中引用了一段被采访者的话：“如何对待陈景润这样的知识分子，如何对待陈景润这类理论工作，请中央表个态。”这两篇发表在《国内动态清样》上的内参受到了中央的高度重视。江青在内参上写道：“主席，此事还是请你过问一下为好，至少要先把他的病治好。”（另说江青批示是“主席，是否先救活陈景润为好？”）毛泽东看了后圈阅，并批示：“要抢救。请文元同志办。”（另说毛泽东批示为“请文元同志办。”姚文元又批示：“陈景润的论文在哲学上有什么意义？” 江青对秘书说：“姚文元‘书呆子’，他的批示文不对题。你给（国务院科教组副组长）迟群打个电话，告诉他赶快到我这里来，关于陈景润的工作、生活条件我跟他讲一讲，这是他负责的领域，我命令他快快来。”江青安排由迟群去中科院把毛泽东的批示落实到底）1973年4月27日，中科院党组负责人武衡与数学所党委负责人赵蔚山亲自到88号楼陈景润的斗室，接他到清华大学医院由专家做会诊，会诊结果表明，陈景润身染严重的肺结核和腹膜结核病，必须立即住院治疗。当天晚上，陈景润被安排到解放军第309医院住院，直至几个月后病情稳定后出院。

1973年，英国数学家海尼·哈伯斯塔姆与德国数学家汉斯-埃贡·里歇特合作撰写的《筛法》正在付印，在看了从香港邮来了陈景润论文的复印件后，两人给《筛法》一书又增加了新的一章——《陈氏定理》，并在这一章的首页写道：
“我们本章的目的是为了证明陈景润下面的惊人定理，我们是在前十章已经付印时才注意到这一结果的；从筛法的任何方面来说，它都是光辉的顶点。”
1974年，周恩来亲自提议陈景润出任第四届全国人民代表大会代表，被安排在天津代表团。1977年破格被提升为研究员。1978年1月，作家徐迟发表报告文学《哥德巴赫猜想》，引发全国轰动，陈景润声名鹊起。
从1978年开始，他从事培养硕士及博士研究生的工作。1979年1月6日受邀前往普林斯顿高等研究院访问。1980年当选中科院物理学数学学部委员。先后受聘担任贵州民族学院、河南大学、厦门大学、青岛大学、华中工学院、福建师范大学等校兼职教授，并任《数学季刊》主编、国家科委数学小组成员及中国科学院学部委员。他当选为第四、五、六届全国人民代表大会代表。1992年获得华罗庚数学奖。
陈景润体质很差，加上文化大革命时期，陈景润被扣上“臭老九”的帽子而被红卫兵进行改造。身体上和心理上的双重摧残，再加上长期恶劣的生活工作环境和超强工作，1973年曾患严重的腹膜结核，1984年又患帕金森综合症。1996年3月19日13时10分因肺炎并发症去世，将遗体捐献给医院解剖，享年63岁。

## 贡献
陈景润主要研究解析数论，1966年发表《大偶数表为一个素数及一个不超过二个素数的乘积之和》（简记为(1,2)或(1+2)），成为哥德巴赫猜想研究上的里程碑。而他所发表的成果也被称之为陈氏定理。这项工作还使他与王元、潘承洞在1982年共同获得中国自然科学奖一等奖。
1978年，陈景润用哥德巴赫猜想（1 + 2）相同的筛法证明了，有无穷对自然数m,p，其中p是素数，m是一个2-殆素数，两者之间只相差2。也就是说，证明了孪生素数猜想中的（2 - 1）。
法国数学家安德烈·韦伊曾这样称赞他：“陈景润的每一项工作，都好像是在喜马拉雅山山巅上行走。” 
著作有《初等数论》等。

## 获奖与纪念

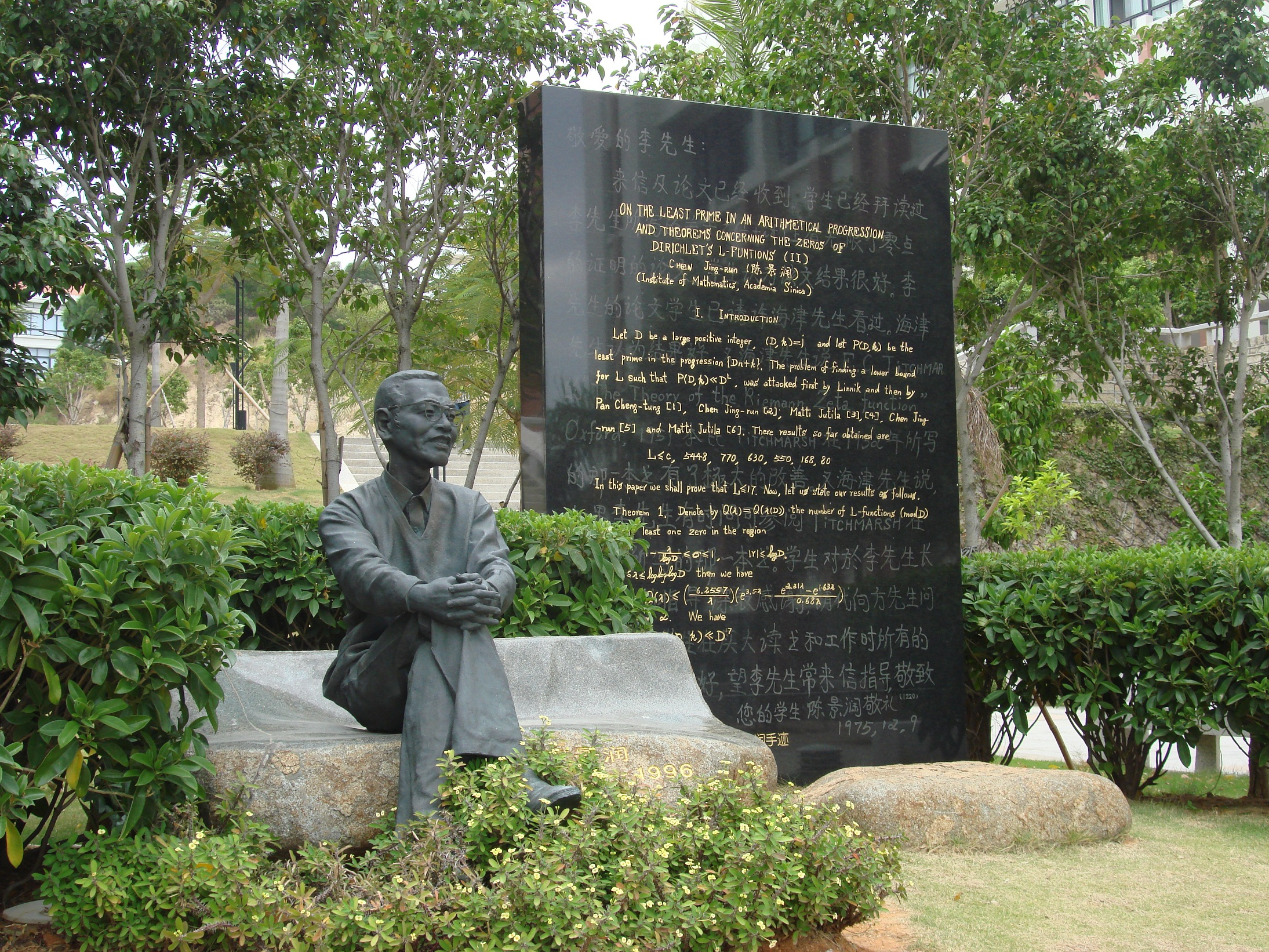
位于厦门大学内的陈景润铜像

- 1982年，与王元、潘承洞同获国家自然科学奖一等奖。
- 1992年，获得首届华罗庚数学奖。[9]
- 1994年，获得何梁何利基金科学与技术进步奖。[10]
- 1999年，中国发表纪念陈景润的邮票[11]。
- 小行星7681以他為名。
- 2006年，厦门大学在其数学科学学院所在的海韵校区树立陈景润院士的坐姿铜像。[12]
- 中国人民解放军海军的877号636A型海洋综合调查船为“陈景润号”